# Marrina Smallwood
Marrina é um personagem de quadrinhos na Marvel Comics, foi membro da Plodex. Ela era um membro da Tropa Alfa, e um membro honorário dos Vingadores. Sua primeira aparição foi em Alpha Flight #1.

## História

### Tropa Alfa
Thomas Smallwood, um humilde pescador, encontra um ovo estranho no mar, durante uma pesca no Oceano Atlântico, Thomaz pega o ovo e o leva para sua casa. Sua mulher, Gladys Smallwood, toca o ovo, que se abre e revela uma criança verde. Os dois adotam a criança e a dão o nome de Marrina. Quando ela atinge a maturidade, seus pais informam ao governo que têm uma filha sobre-humana, então o governo a coloca em programa de treinamento para mutantes: a Tropa Gama. Logo Marrina sobe de categoria e participa da primeira formação da Tropa Alfa, no entanto, o programa perde o financiamento do governo. Alguns membros então se unem e resolvem manter a equipe sem ajuda do governo.
Algum tempo depois, Marrina foi sequestrada pelo Mestre do Mundo, um antigo inimigo da Tropa Alfa. Ele estava determinado a destruí-la, pois ele havia sido transformado pelos Plodex e Marrina era a última sobrevivente da espécie na Terra. Ele conta para ela qual era a sua origem. Os Plodex procuravam novos planetas e os semeavam com seus ovos, dentro deles existiam seres com estrutura genética variável. Estes seres copiavam a estrutura genética da espécie dominante do planeta, e, assim, conseguiam sobreviver. O Mestre acreditava que somente destruindo a raça de Marrina estaria livre para dominar a Terra sem nenhuma oposição. Antes do Mestre do Mundo conseguir matar Marrina, Namor, o Príncipe Submarino e a Tropa Alfa conseguiram salvá-la. Depois Marrina foi visitar Atlântida, a pedido de Namor, e os dois se apaixonam. Só que o Mestre encontra outro membro da Plodex na Terra, uma forma monstruosa e que se entregou totalmente aos seus instintos. Mestre deixou a criatura cometer uma série de assassinatos, e Marrina começou a investigá-los. Ao se aproximar da criatura, seus instintos selvagens foram desencadeados. Ela atacou Pigmeu e o Príncipe Submarino, que haviam a seguido, porém todos eles foram capturados pelo Mestre do Mundo. Quando o submarino onde eles estavam explodiu, Marrina fez Namor achar que ela havia morrido na explosão. Acreditando ser um monstro, Marrina deixou todos para levar uma vida solitária no mar.

### Os Vingadores
Tendo, aparentemente, superado suas tendências selvagens, Marrina voltou e se casou com Namor, se tornando a rainha de Beluvia. O reino de Beluvia sucumbe e os dois retornam a superfície. Namor então aceita se afiliar ao Vingadores e Marrina também se torna membro da equipe. Sem saber que estava grávida (a princípio, ela achava que a gravidez era psicológica), ela se transformou em uma gigantesca criatura, que se assemelhava ao monstro mítico Leviatã. Depois de destruir várias frotas de navios e devastar Atlântida, os Vingadores começam a caçá-la. Finalmente, o Príncipe Submarino a feriu mortalmente com a espada de Ébano do Cavaleiro Negro. Marrina, cujo corpo havia voltado ao normal, foi enterrada por Namor com honra, pois havia sido sua companheira e também por ter sido membro dos Vingadores. No entanto, mais tarde o Mestre do Mundo disse que, "Agora ela dorme uma morte falsa sob as ondas". Este fato foi revisitado mais tarde, quando Warbird invadiu covil do Mestre e viu o corpo de Marrina flutando em um tanque de água.
Algum tempo depois os Vingadores descobrem um ninho, feito do restos da Leviatã e ovos já chocados. Dando a entender que um número desconhecido de filhotes de Plodex haviam fugido para a vastidão do Oceano Atlântico. Quando a Terra é atacada por Kang, Mestre do Mundo fica furioso com seu novo inimigo e, alegando ser o guardião do planeta, ele lançou um contra-ataque. Agora os Vingadores tinham uma batalha dupla. Quando conseguiram deter o Mestro do Mundo, eles assumiram o controle de sua base de operações e descobriram que ele havia localizado material genético necessário para criar uma raça de guerreiros Plodex, mas eles não conseguiram encontrar o corpo de Marrina no laboratórios de genética do Mestre. Infelizmente, a base do Mestre e os seus equipamentos desapareceram na Terra logo que o conflito terminou..

### Reinado Sombrio
Durante o Reinado Sombrio, Marrina ressurge sob custódia Norman Osborn e ele a usa como um plano contra Namor (que recentemente o traiu e se aliou aos X-Men). Como ela virou sua prisioneira não é explicado, no entanto Osborn revela que ele teve seu DNA modificado, fazendo dela um leviatã em forma de cobra, impulsionado por uma fome que só pode ser saciada com o sangue da Atlântida. Uma vez liberada, Marrina causa estragos no reino submarino, ferindo e matando muitos Atlantes. Namor e os X-Men elaboram um plano: Usar os poderes de Magik e Fada e transportar todos os Atlantes, deixando Namor como única isca. Uma vez que ela se aproxima de nova base dos X-Men, a Utopia, Namor percebe que quem ela é. As Irmãs Stepford leem sua mente, revelando que não há nada, apenas a fome, raiva e ódio. Sem opção, eles batalham com ela. Os esforços combinados de Namor e os X-Men enfraquecem a serpente do mar, o suficiente para que Namor a arraste para o fundo do mar, onde ele realiza um golpe de misericórdia, que termina com a vida de Marrina. Namor então leva seu cadáver para a torre dos Vingadores e o joga pela janela do escritório de Norman Osborn.

### Guerra do Caos
Duranta a Guerra do Caos, Sasquatch faz um acordo com as Great Beasts, para que os membros mortos da Topa Alfa voltassem a vida, incluindo Marrina Durante a batalha eles descobrem que as Great Beasts, apenas os usaram para eliminar Amatsu - Mikaboshi, o Rei do Caos. Se sentindo usados, os membros que voltaram se dividiram em dois grupos, os que queriam ficar vivos e os que queriam voltar para o mundo dos mortos. Com o tempo, Marrina começou a voltar a sua forma de leviatã, e isso foi necessário para convencê-la que ela deve retornar para a morte. No entanto, eles descobriram que não podiam mais voltar. Sendo assim, Marrina se junta aos outros membros da tropa e ajuda a derrotar o Rei do Caos.

## Realidades Alternativas

### House of M
Em House Of M #6, Marrina aparece em uma festa realizada por Magneto para celebrar a vitória de mutantes da humanidade, ao lado do marido, Namor.